# Динократ
Динократ, также Дейнократ (др.-греч. Δεινοκράτης; умер после 304 г. до н. э.) — греческий аристократ, современник сиракузского тирана Агафокла. После захвата власти Агафоклом Динократ длительное время вёл против него вооружённую борьбу. После поражения в битве при Торгионе примирился с Агафоклом и стал одним из его стратегов.

## Ранние годы. Изгнание из Сиракуз

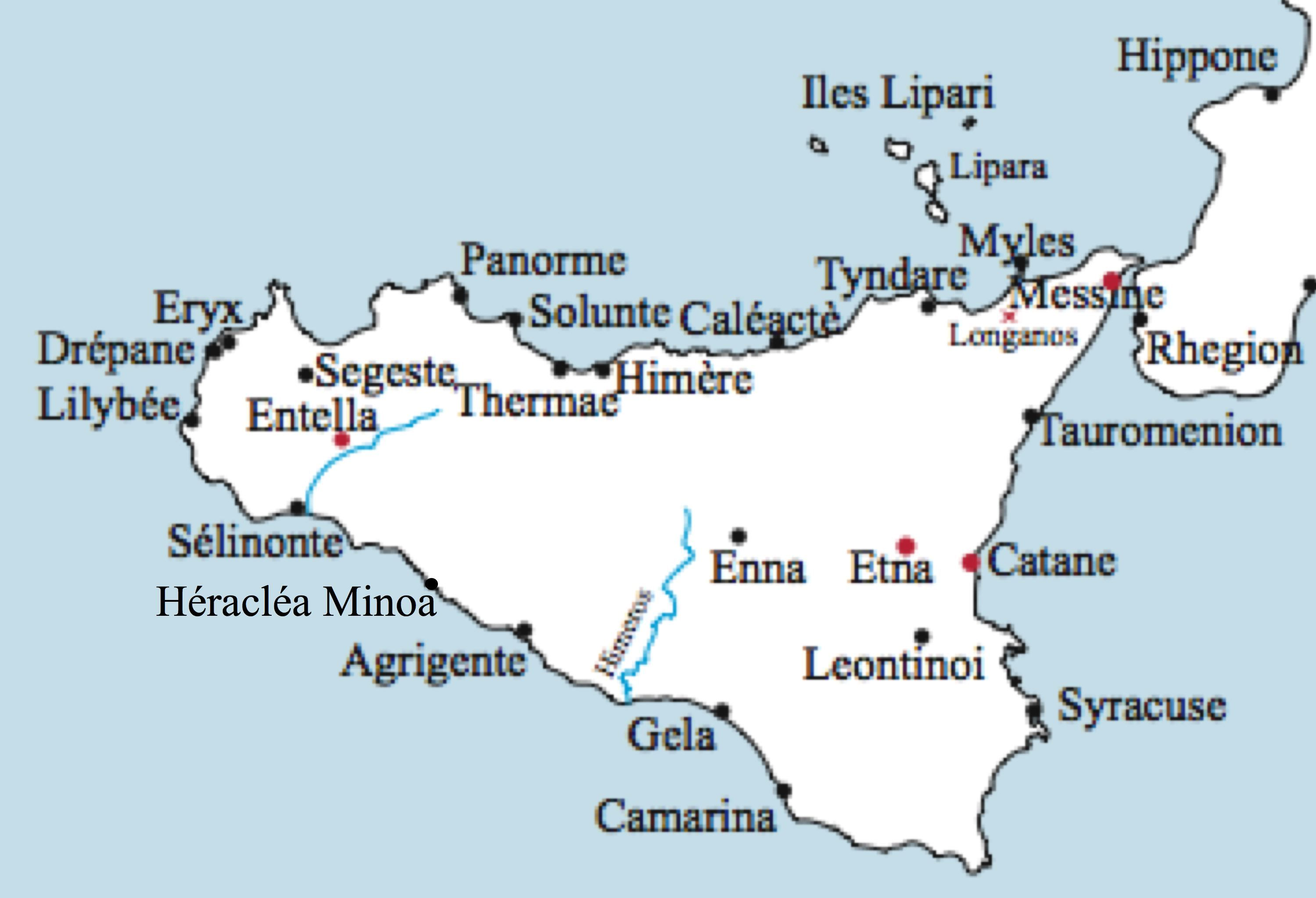
Карта городов в Сицилии периода Античности

О ранних годах Динократа из античных источников ничего неизвестно. Достоверно можно утверждать, что он происходил из знатной сиракузской семьи и принадлежал к кругу аристократии. Несмотря на происхождение из разных слоёв общества, отличающиеся политические взгляды и устремления, Динократ сдружился с представителем демоса Агафоклом, когда тот ещё не захватил власть над Сиракузами. В то время город управлялся «Советом шестисот», состоявшем преимущественно из аристократов. В 317 году до н. э. Агафокл захватил власть в Сиракузах и стал тираном. По оценкам античного историка Диодора Сицилийского, по приказу Агафокла четыре тысячи аристократов было убито, около шести тысяч бежало. Динократ во время этих событий был лишён свободы, однако, хотя он и принадлежал к классу аристократов, был отпущен по личному указанию Агафокла.
Против сиракузского тирана выступили крупнейшие города Сицилии — Акрагант, Гела и Мессина — и Динократ присоединился к ним. Союзники пригласили из Спарты царевича Акротата, однако его военные действия против Агафокла оказались безуспешны. После ряда поражений Акротат с позором бежал в Спарту. Агафокл смог не только победить врагов, но и расширить свою власть на большую часть Сицилии, в том числе, на такие крупные города как Мессина и Тавромений. Динократ продолжал военные действия. в 312/311 году до н. э. он безуспешно попытался захватить Центорипу. В битве при Галерии Динократ был одним из военачальников армии в три тысячи пехотинцев и не менее двух тысяч всадников. В этом сражении войско, состоящее преимущественно из сиракузских изгнанников, было разбито армией сиракузян под командованием Пасифила. Когда же после ряда побед Агафокл начал подготовку к нападению на Акрагант, его противники избрали своим предводителем Динократа, который обратился к Карфагену с просьбой вмешаться до того, как Агафокл завоюет всю Сицилию. Члены «Совета ста четырёх», под контролем которого находились войска Карфагена, осознали степень опасности объединения Сицилии под руководством одного человека и решили вступить в войну.

## Под руководством карфагенян. Главнокомандующий сицилийцев
Военачальником карфагенской армии «Совет ста четырёх» избрал Гамилькара. К войску во главе с Гамилькаром присоединились враждебные Агафоклу сицилийцы, в том числе и Динократ. В 311 году до н. э. объединённые силы карфагенян и сицилийцев победили в битве при Гимере, затем заняли всю Сицилию и осадили Сиракузы. Во время ночного штурма Сиракуз в 309 году до н. э. Динократ находился во главе конницы. Жителям города удалось не только отбить нападение, но и взять в плен Гамилькара. На следующий день греческие союзники карфагенян избрали своим предводителем Динократа и отложились от армии, которая осаждала Сиракузы. Сами карфагеняне были вынуждены отплыть домой в Африку, где на тот момент успешно действовала армия Агафокла. Юстин же утверждает, что остатки карфагенской армии потеряли бдительность и были перебиты сиракузянами во главе с Антандром. В любом случае, осада города с суши была снята.
Динократ объявил себя борцом за общую свободу и собрал большую армию — 20 тысяч пехоты и 1,5 тысячи всадников. После разгрома сиракузских войск в африканских владениях Карфагена на сторону Динократа перешёл один из военачальников Агафокла Пасифил. Ситуация для сиракузского тирана была настолько неблагоприятной, что он отправил к Динократу послов. Правитель Сиракуз соглашался отказаться от власти, ввести демократию и вернуть изгнанников в город. Себе он просил оставить две крепости — Кефалоидон и Термы. После того как Динократ отверг это предложение Агафокл заключил взаимовыгодный мир с Карфагеном. По мнению антиковеда Гельмута Берве, карфагеняне на тот момент считали Динократа более опасным соперником, чем Агафокла. Борьба между Агафоклом и Динократом, несмотря на численное превосходство войск последнего, закончилась победой тирана Сиракуз. Во время решающей битвы при Торгионе в 305 году до н. э. на сторону Агафокла перешло две тысячи солдат Динократа, что и предопределило результат сражения.

## На службе у Агафокла
После победы Агафокл принял выживших сиракузских изгнанников, заключил с Динократом мир и даже назначил его стратегом над частью своей армии. Диодор Сицилийский в своей «Исторической библиотеке» удивляется: «В этой связи можно было бы также задаться вопросом, почему Агафокл, который подозревал всякого человека и никогда полностью никому не доверял, продолжил свою дружбу с Динократом вплоть до самой смерти». Впоследствии Агафокл доверял ему важные поручения, а Динократ сохранял верность тирану Сиракуз до самой смерти. Так Динократ вернул под власть Сиракуз те города, которые до этого защищал от войск Агафокла. На их завоевание ушло два года. В Геле солдаты Динократа захватили Пасифила. Полиэн приводит легенду о том, как Динократ помог Агафоклу обезоружить жителей Леонтин. Динократ убедил горожан в том, что хочет их спасти, но когда мужчины собрались на центральной площади города, они были перебиты. О дальнейшей жизни Динократа, дате и обстоятельствах его смерти ничего не известно.